# Casa de' Salvi
La Casa ou Palazzina de 'Salvi est un immeuble résidentiel de style Art nouveau (Liberty en italien) situé sur la Piazza della Libertà, dans le quartier de Prati à Rome.

## Histoire
Construite entre 1929 et 1930 sur un projet de l'architecte Pietro Aschieri, pour le compte de la société anonyme Aquila Romana, elle est considérée comme le chef-d'œuvre résidentiel de l'architecte italien. Certains éléments décoratifs sont plutôt référés à Ernesto Lapadula et Ernesto Puppo. 
Le bâtiment, composé de 4 étages, donne sur la Piazza della Libertà, la Via Virginio Orsini et Pompeo Magno et le long du Lungotevere Michelangelo.